# フセヴォロド・ボブロフ
フセヴォロド・ミハイロヴィチ・ボブロフ（Всеволод Михайлович Бобров、1922年12月1日 - 1979年7月1日）は、ソビエト連邦のロシア共和国出身のサッカー選手、バンディ選手、アイスホッケー選手である。サッカーとアイスホッケーの二つのスポーツで大成し、両方のスポーツのソビエト連邦代表チームでキャプテンを務めた唯一の人物となった。

## 経歴
タンボフ州モルシャンスクで生まれる。後に家族とレニングラードへ移り、サッカーとバンディホッケーをプレイしながら育つ。長じてバンディホッケーの選手となり、1939年から1941年までディナモ・レニングラード、1941年から1943年までオムスクでプレイした。

### サッカー選手として
1945年、第二次世界大戦従軍後にモスクワへ移り、ここで軍のサッカークラブCDKAモスクワ（現CSKAモスクワ）に誘われた。1953年までにCDKAモスクワ、VVSモスクワ、スパルタク・モスクワを渡り歩き、ソ連リーグに3度優勝。116試合で97ものゴールを挙げ、1945年（24ゴール）と1947年（14ゴール）のリーグ得点王にもなった。
1945年にはディナモ・モスクワのイギリス遠征にゲストプレイヤーとして帯同した。チェルシー、アーセナル、レンジャーズなどのクラブとの対戦で計6ゴールを挙げ、イギリスの評論家から絶賛された。
彼はソ連代表として1952年夏季オリンピックに参加して、3試合で5ゴールを挙げた。これにはユーゴスラビア戦でのハットトリックも含まれている。

### アイスホッケー選手として
1945年のイギリス遠征の際に、ロンドンで初めてアイスホッケーというスポーツに出会い、すぐに魅了された。アイスホッケーではより大きな成功を得た。ポジションは主にレスト・ウイングだった。
1946年にCDKAモスクワでアイスホッケーを始め、途中1950年から1953年までのVVSモスクワ在籍を挟んで、再びCDKAに戻って1957年まで現役を続けた。彼のチームは国内選手権に7度優勝し、通算130試合に出場して254という驚異的なゴール数を記録している。。
ソビエト連邦代表として1956年冬季オリンピックに出場して、夏季と冬季両方のオリンピックに参加した数少ない選手の一人となった。代表を金メダルに導き、また1954年と1956年の世界選手権にも優勝した。代表では59試合に出場して89ゴールを挙げた。
彼の名前を冠した「ボブロフ・クラブ」は、そのキャリアで通算250以上のゴールを挙げた選手のみがリストに名を加えられる。

### 引退後
VVSでの一時期、両方のスポーツで選手兼監督を務めていた。選手を引退した後は、両方のスポーツでいくつかのチームを指導した。アイスホッケーではソ連代表チームの監督として1972年のサミットシリーズで指揮を執った後、1974年の世界選手権でチームを優勝に導いた。
1979年にモスクワで死去。1997年に創設された国際アイスホッケー連盟 (IIHF) 殿堂では初代受賞者の一人に選ばれた。

## サッカー

### 選手経歴
- CDKAモスクワ（ソビエト連邦） 1945-1949
- VVSモスクワ（ソビエト連邦）1950-1952
- FCスパルタク・モスクワ（ソビエト連邦）1953

### 指導経歴
- VVSモスクワ（ソビエト連邦）1952
- CDKAモスクワ（ソビエト連邦）1967-1969
- FCカイラート・アルマトイ（ソビエト連邦）1975
- CDKAモスクワ（ソビエト連邦）1977-1978

### タイトル
選手時代
- ソビト連邦リーグ：4回 1946, 1947, 1948（CDKA）, 1953（スパルタク）
- ソビエト連邦カップ：2回 1945, 1948（CDKA）
- ソビト連邦リーグ得点王：2回 1945, 1947

## アイスホッケー

### 選手経歴
- CDKAモスクワ（ソビエト連邦） 1946-1949
- VVSモスクワ（ソビエト連邦）1949-1953
- CDKAモスクワ（ソビエト連邦）1953-1957

### 指導経歴
- VVSモスクワ（ソビエト連邦）1951-1952
- HCスパルタク・モスクワ（ソビエト連邦）1964-1967
- ソビエト連邦代表 1972-1974

### タイトル
選手時代
- ソビエト連邦リーグ：6回 1948, 1949, 1955, 1956（CDKA）, 1951, 1952（VVS）
- ソビエト連邦リーグ得点王：3回 1948, 1951（CDKA）, 1952（VVS）
- 世界選手権：2回 1954, 1956（ソ連代表）
- 欧州選手権：2回 1954, 1956（ソ連代表）
- オリンピック：1回 1956（ソ連代表）
- 世界選手権ベストフォワード：1回 1954（ソ連代表）
- 世界選手権得点王：1回 1957（ソ連代表）

監督時代
- ソビエト連邦リーグ：1回 1967（スパルタク）
- 世界選手権：1回 1974（ソ連代表）